# Orocuina
Orocuina è un comune dell'Honduras facente parte del dipartimento di Choluteca.
Chiamato originariamente "Rió de los Olotes", nel 1521 assunse la denominazione "San Andrés de Orocuina", per divenire comune autonomo con l'attuale denominazione nel 1646.